# Erik Christiansen
Erik Christiansen (ur. 20 września 1956 w Kopenhadze) – duński wioślarz, dwukrotny olimpijczyk.
Startował na Letnich Igrzyskach Olimpijskich 1980 w Moskwie oraz na Letnich Igrzyskach Olimpijskich 1984 w Los Angeles, gdzie wraz z partnerami zdobył brązowy medal w czwórce bez sternika.